# Hagenbach (Germania)
Hagenbach è una città di 5.432 abitanti della Renania-Palatinato, in Germania.
Appartiene al circondario (Landkreis) di Germersheim (targa GER) ed è parte della comunità amministrativa (Verbandsgemeinde) di Hagenbach.